# Église Saint-Denis de Torvilliers
L'église Saint-Denis est une église située à Torvilliers, en France.

## Description
Elle a une partie qui date du XVe siècle et une autre du XVIe siècle.

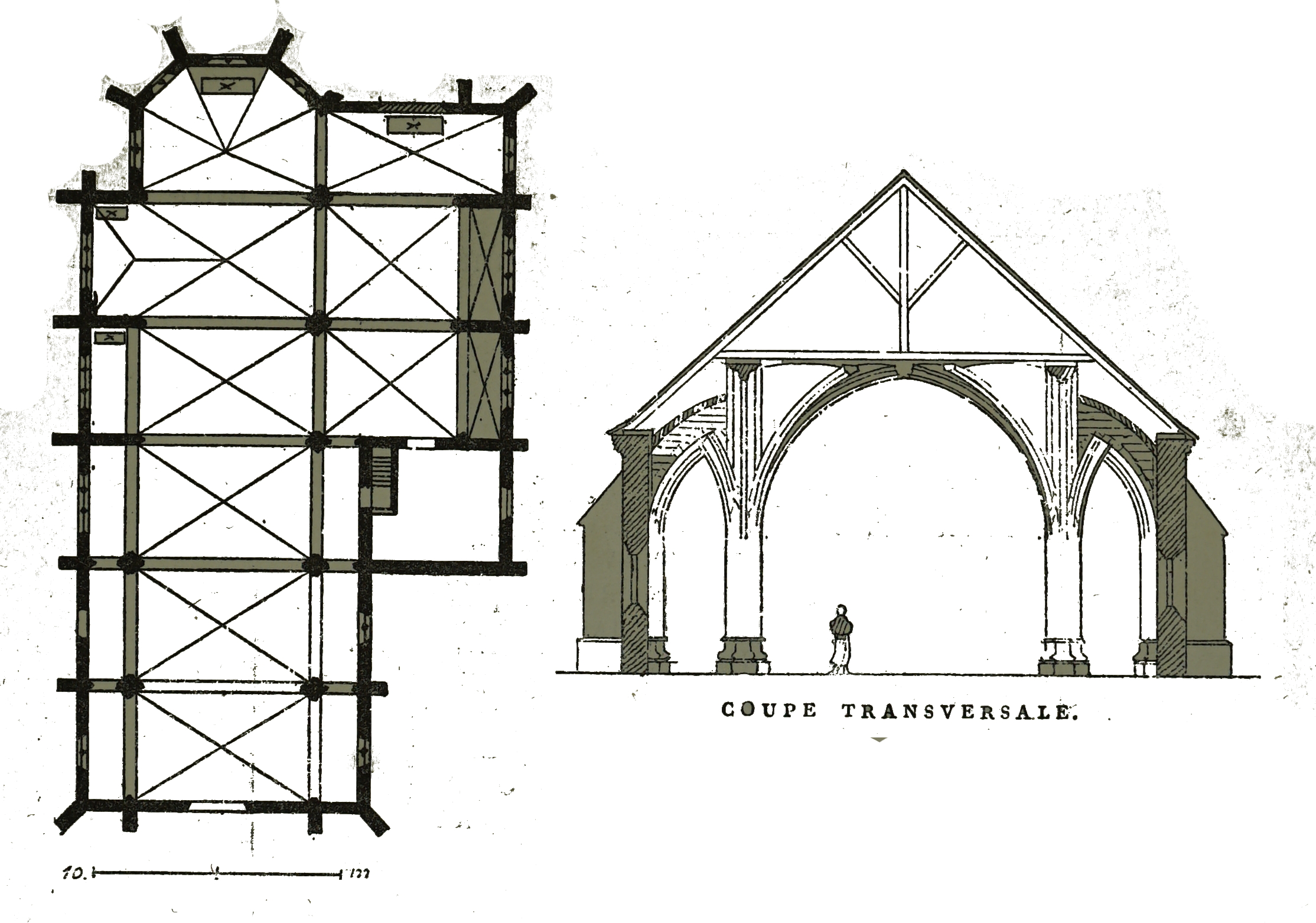
Le plan de l'église.

Elle possède une statue représentant l'Education de Marie en calcaire qui est du XVIe siècle. Un lutrin. Une série de verrières du XVIe siècle.

## Localisation
L'église est située sur la commune de Torvilliers, dans le département français de l'Aube.

## Historique
La paroisse était du Grand-doyenné de Troyes à la seule collation de l'évêque et placé sous la protection de Saint Denis.
L'édifice est classé au titre des monuments historiques en 1980.